# Schenkia rufithorax
Schenkia rufithorax är en stekelart som först beskrevs av Gabriel Strobl 1901.  Schenkia rufithorax ingår i släktet Schenkia och familjen brokparasitsteklar. Inga underarter finns listade i Catalogue of Life.